# Sociedad de filatelistas de la URSS

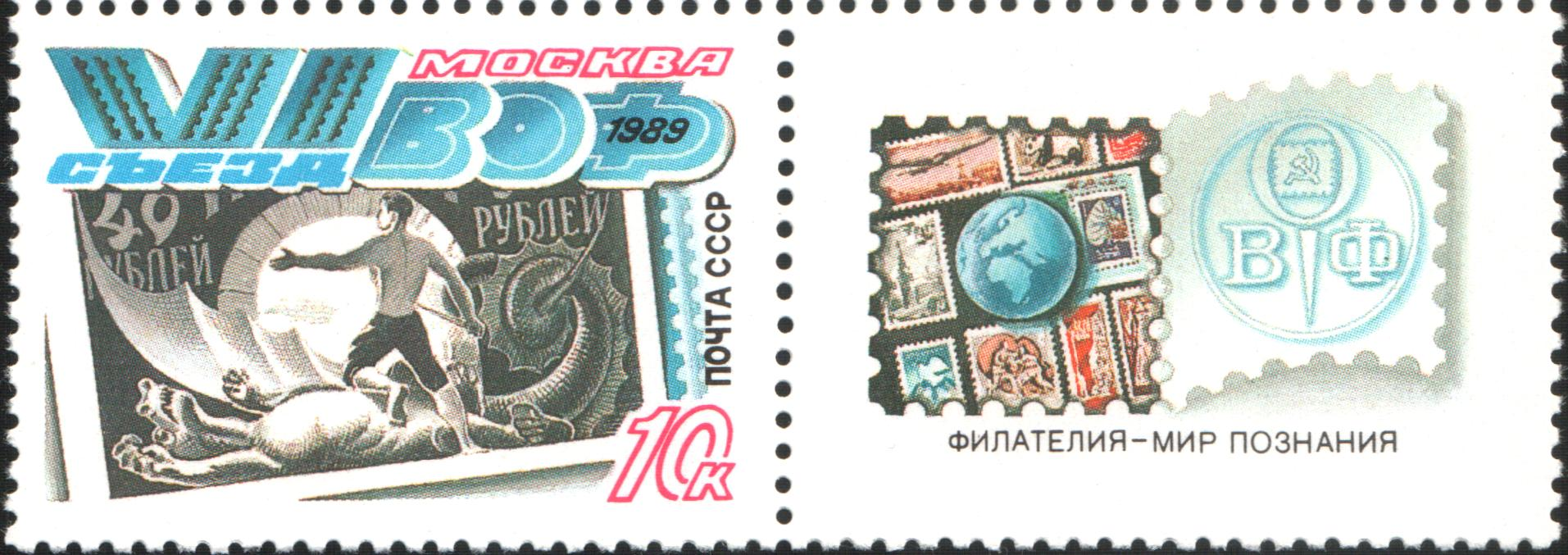
Conmemorativo del 6 º Congreso de la Sociedad de filatelistas de la URSS, sello soviético con bandeleta, 1989

Sociedad de filatelistas de la URSS (en ruso: Всесоюзное общество филателистов, Vsesoyuznoe obshchestvo filatelistov - VOF; desde 1989 Unión de filatelistas de la URSS) fue una organización voluntaria cultural-educativa, que reunió las organizaciones filatélicas y coleccionistas en la Unión Soviética. Existió entre 1966 y 1992.

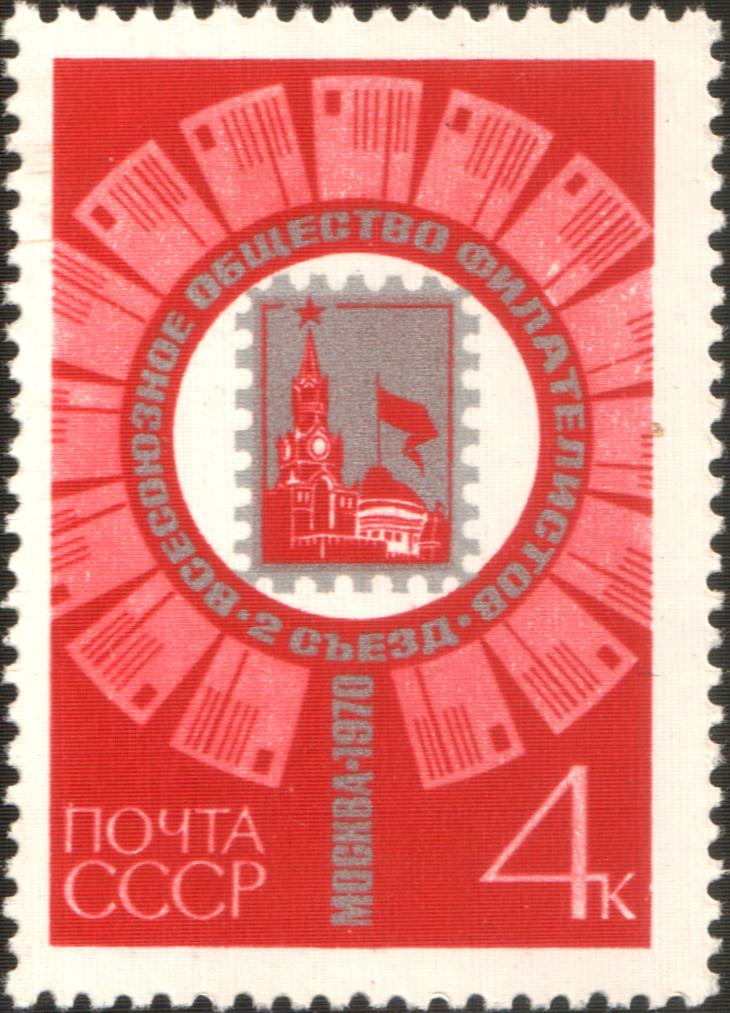
2 º Congreso de la Sociedad en Moscú. URSS, 1970
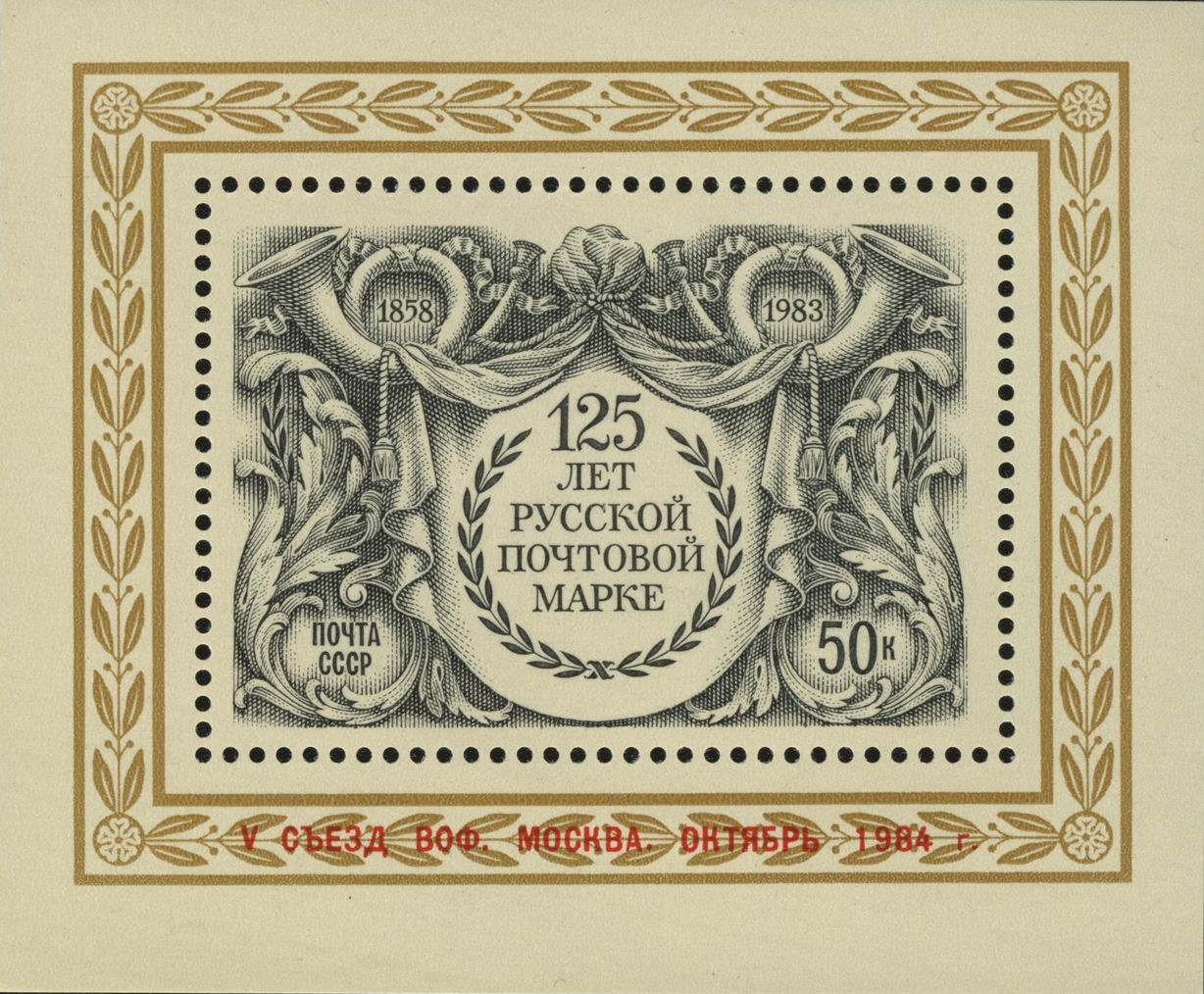
Sobreimpresión "5 º Congreso de la Sociedad". URSS, hoja bloque "125 aniversario del sello ruso", 1983
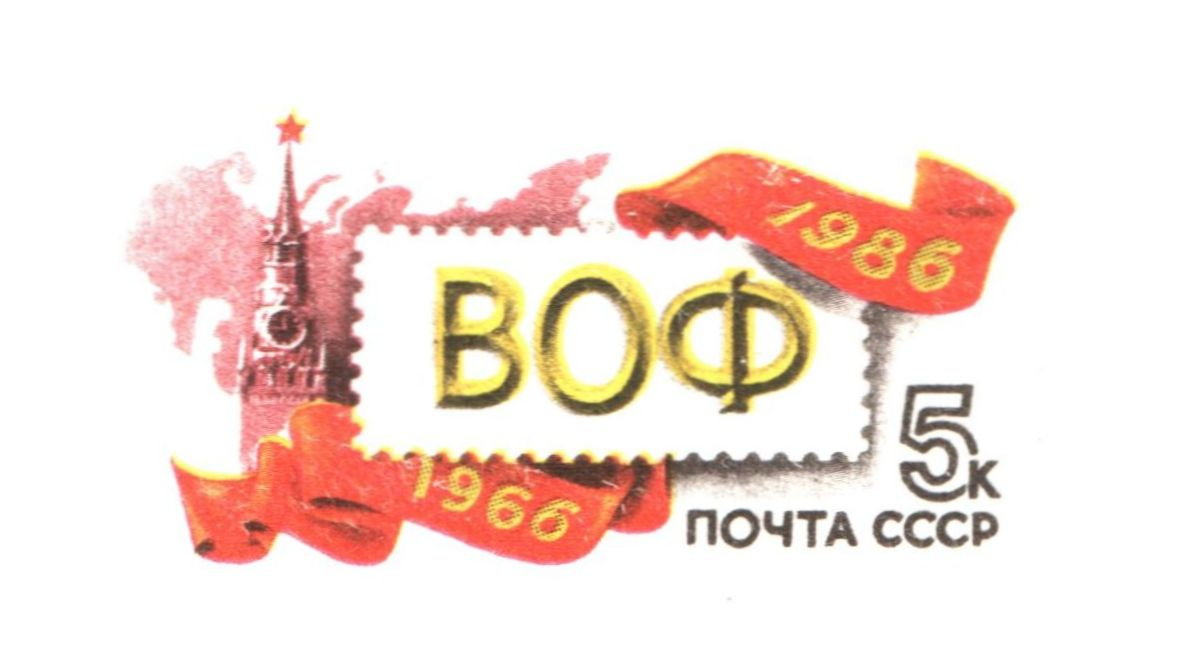
20 años de la Sociedad. Estampilla preprensa, sobre ilustrado prefranqueado, URSS, 1986
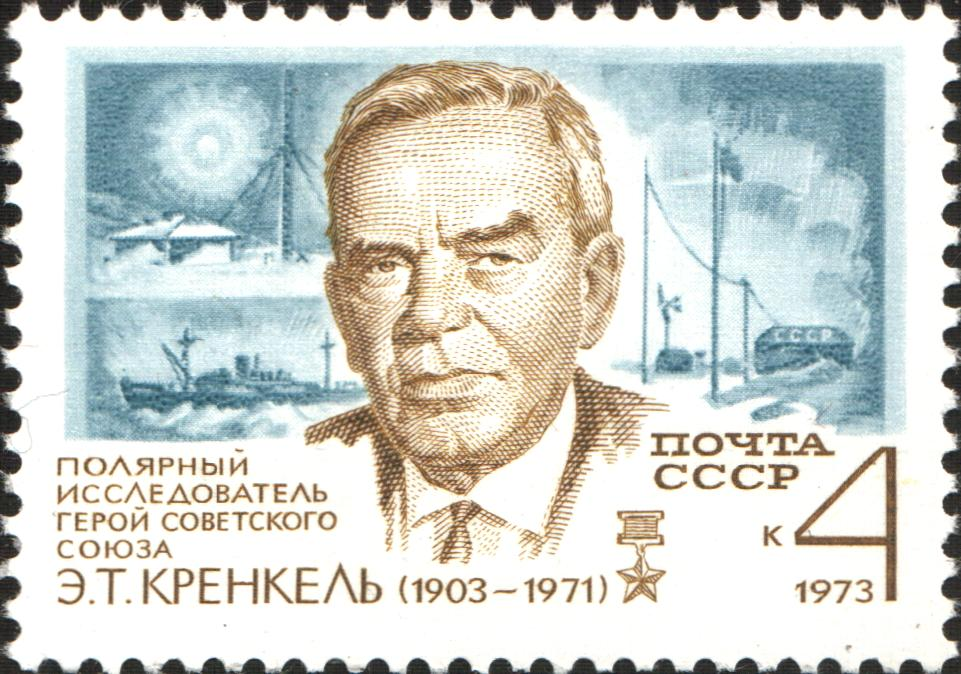
Ernest Krenkel, 1 º presidente de la Sociedad. URSS, 1973
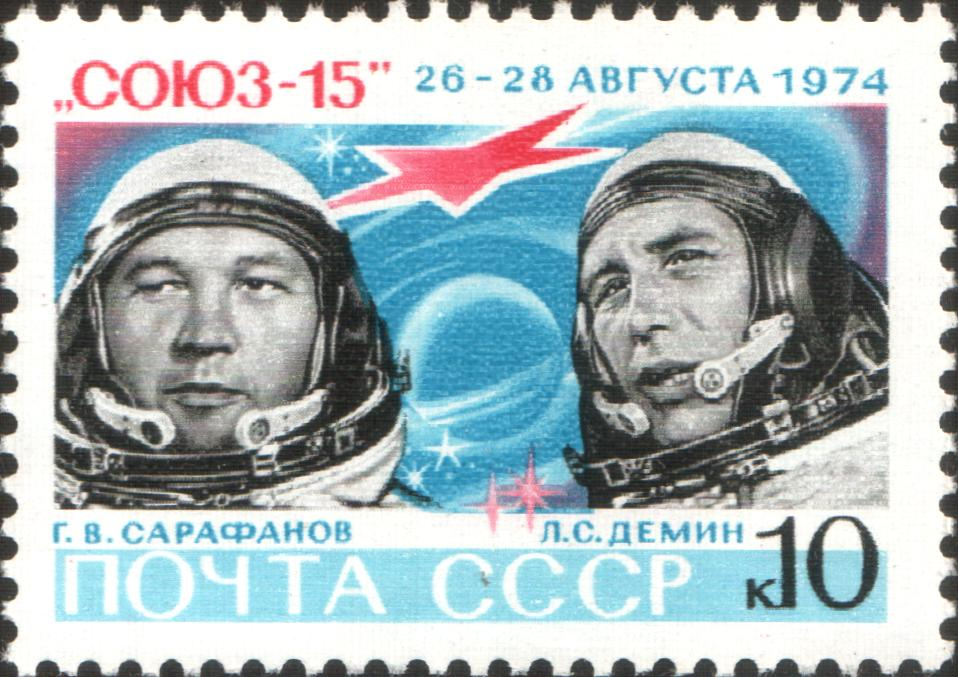
Lev Diomin, 3 º presidente (a la derecha del sello, URSS, 1974)
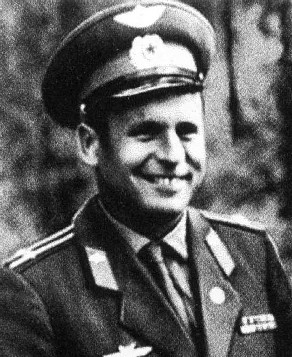
Viktor Gorbatko, 4 º presidente